# 2005 NU125
2005 NU125, também escrito como 2005 NU125, é um objeto transnetuniano que está localizado no Cinturão de Kuiper, uma região do Sistema Solar. Este corpo celeste é classificado como um cubewano. Ele possui uma magnitude absoluta de 6,7 e tem um diâmetro estimado com 201 km. O astrônomo Mike Brown lista este corpo celeste em sua página na internet como um candidato a possível planeta anão.

## Descoberta
2005 NU125 foi descoberto no dia 7 de julho de 2005 pelos astrônomos P. A. Wiegert e A. M. Gilbert.

## Órbita
A órbita de 2005 NU125 tem uma excentricidade de 0,026 e possui um semieixo maior de 44,293 UA. O seu periélio leva o mesmo a uma distância de 43,161 UA em relação ao Sol e seu afélio a 45,424 UA.